# Saint-Cirgues-sur-Couze
Saint-Cirgues-sur-Couze è un comune delegato e frazione del comune di Les Deux-Rives, nel dipartimento del Puy-de-Dôme nella regione dell'Alvernia-Rodano-Alpi. In precedenza comune autonomo, il 1º gennaio 2025 è confluito insieme all'ex comune di Chidrac nel nuovo comune di Les Deux-Rives.

## Società

### Evoluzione demografica
Abitanti censiti